# 1식 중전차 치헤
1식 중전차 치헤(일본어: 一式中戦車 チへ 이치시키츄센샤[*])는 제2차 세계 대전동안 사용되었던 일본군의 97식 중전차 치하를 개량한 버전이다. 1식 중전차 치헤는 97식 치하에 비해 좀 더 강한 화력의 주포와 엔진, 그리고 두꺼운 장갑을 가지고 있었다.

## 개발
할힌골 전투로 자군 중전차들이 연합군 전차들에 비해 대전차 능력에서 열세라는 걸 절감한 일본 육군이 대전차 능력 강화를 목표로 개발한 전차이다. 치헤라는 명칭은 원래는 개발을 감추기 위해 붙인 코드명으로 정식명칭은 1식 중전차이다. 1식이란 번호는 일본의 황기 2601년(1941년) 배치를 목표로 개발을 진행했기 때문이다. 하지만 개발이 완료된 건 1943년이 되어서였다.
개발을 서둘렀기 때문에 주포 이외에는 대부분 97식 전차 치하의 컴포넌트를 유용했다. 그래도 차체에 본격적으로 용접을 사용했고 볼트 중량이 없어진 만큼 절약된 무게를 장갑 강화에 투자, 방어면에서는 제법 발전된 전차였다. 일본의 전차 가운데 최초로 대전차포 장비를 상정하고 만든 전차라 화력 면에서도 나름대로 충실하다.
형태가 47mm 포를 탑재한 치하 후기형과 비슷하지만, 차이점은 아래와 같다.
- 차체전면부가 치하는 대량의 리벳으로 접합되어 있지만 치헤는 용접과 평면볼트로 접합했다.
- 조명등이 치하는 차체중앙에 1개가 있는 반면 치헤는 양쪽 진흙받이 위에 각각 두 개가 탑재되어 있다.
- 차체길이가 치헤가 치하보다 약간 길다.
- 엔진 출력이 170마력에서 240마력으로 상승했다.
- 탑승인원이 4명에서 5명으로 늘어나 장비운용면에서 효율성이 높아졌다.
- 정면장갑두께가 50mm로 강화되었다.
- 탄약탑재량이 약 20발 증가했다.
- 용접구조와 장갑판의 강화로 인해 실험에서 일제 150mm 견인곡사포를 직접 맞았을 때 치하는 너덜너덜해졌지만 치헤는 그 모양을 유지하고 있었다.

치헤의 차체를 활용한 1식 타하 자주대공포가 있다. 47mm 대신에 37mm 대공포를 장비했다. 프로토타입 딱 하나 만들어서 사진이고 정보고 남아있는 것이 거의 없다.
1식 중전차 치헤는 신형 47mm 전차포가 탑재되었으나 이것은 치하 개(改)형과 같은 무장이었고, 240 마력의 미쓰비시 중공업 100식 엔진을 탑재하여 기동력을 향상시키고 장갑이 두배 가까이 증가하였으나 개발과 생산이 늦어 양산이 시작되었을때는 이미 구형화된 뒤였다.